# Catecismo civil (1808)
Catecismo civil, e breve compêndio das obrigações do espanhol... foi publicado em Lisboa, no ano de  1808, pela Tipografia Lacerdina, com um total de 8 páginas. Pertence à rede de Bibliotecas municipais de Lisboa e é considerado uma "raridade bibliográfica".